# Sander van Amsterdam
 (octobre 2018).
Si vous disposez d'ouvrages ou d'articles de référence ou si vous connaissez des sites web de qualité traitant du thème abordé ici, merci de compléter l'article en donnant les références utiles à sa vérifiabilité et en les liant à la section « Notes et références ».
Sander van Amsterdam, né le 21 octobre 1988 à Alkmaar, est un acteur néerlandais.

## Carrière
Sander Van Amsterdam a commencé à la télévision dans Van Speijk, ZOOP, Flikken Maastricht et StartUp. Il a également joué dans la série jeunesse Het Huis Anubis. Auparavant, le comédien a donné plusieurs représentations au Théâtre de la Jeunesse d'Alkmaar. En 2009, Sander Van Amsterdam a joué dans la série SBS 6 De hoofdprijs.
En 2008, il a fait ses débuts au cinéma dans le rôle du petit délinquant Ronnie dans le thriller psychologique Bloedbroeders. Son deuxième film était Anubis et la vengeance d'Arghus, dans lequel il a à nouveau joué le rôle de Robbie Lodewijks. En 2011, il a joué Rattar, le serviteur de Pantagor dans la série télévisée Efteling The Magical World of Pardoes. En tant que comédien vocal, Sander Van Amsterdam a notamment doublé les séries Sanjay & Craig de Nickelodeon et Disney's Lab Rats. En 2015, il a joué dans l'adaptation du livre Public Works du réalisateur Joram Lursen.

## Filmographie
- 2008 : Bloedbroeders de Arno Dierickx[1]
- 2009 : De hoofdprijs de Johan Nijenhuis : Kevin van Wijk
- 2015 : Public Works de Joram Lürsen : Lubber[2]
- 2005 : ZOOP de Marcel Boekhoorn : Broertje van Aaron
- 2006 : Van Speijk : Figurant
- 2006-2009 : Het Huis Anubis de Anjali Taneja : Robbie Lodewijks
- 2009 : Anubis en de wraak van Arghus de Anja Van Mensel : Robbie Lodewijks
- 2011 : De Magische Wereld van Pardoes de Jeroen van der Zee : Rattar, le serviteur de Pantagor
- 2014 : StartUp de Kennard Bos et Jantien van der Meer : Thijs van Leeuwen
- 2015 : Publieke Werken de Joram Lürsen : Lubber
- 2017 : Cars 3 de Brian Fee : Chase Racelott